# ماتيو موليه
ماتيو موليه (بالفرنسية: Louis-Mathieu Molé)‏: هو سياسي فرنسي ورئيس مجلس الوزراء الفرنسي لفترتين، الأولى منذ 1836 وحتى 1839، والثانية استمرت ليوم واحد فقط 24 فبراير 1848. توفي عام 1855 بفال دواز.

## روابط خارجية
- ماتيو موليه على موقع الموسوعة البريطانية (الإنجليزية)